# Wayzata
Wayzata é uma cidade localizada no estado americano do Minnesota, no Condado de Hennepin.

## Demografia
Segundo o censo americano de 2000, a sua população era de 4113 habitantes.
Em 2006, foi estimada uma população de 3922, um decréscimo de 191 (-4.6%).

## Geografia
De acordo com o United States Census Bureau tem uma área de 8,3 km², dos quais 8,2 km² cobertos por terra e 0,1 km² cobertos por água.

## Localidades na vizinhança
O diagrama seguinte representa as localidades num raio de 8 km ao redor de Wayzata.